# My Life as Liz
My Life as Liz (La vida según Liz en España) es una serie de televisión estadounidense que debutó en MTV el 18 de enero de 2010. Producida por MTV Studios, este programa ha tenido buenas audiencias a lo largo de su primera temporada.
La primera temporada finalizó el 8 de marzo de 2010. La segunda temporada comenzó a filmarse a principios de 2010 en New York, principalmente en Pratt Institute, la universidad a la que va Elizabeth Lee. El 11 de agosto de 2010, MTV subió un video a su web de Estados Unidos en el que la anfitriona dice al finalizar "Check all new episodes of My Life as Liz this fall" (Ve los nuevos episodios de My Life as Liz este otoño). El 28 de octubre de 2010, en el "Upfront de MTV Networks México", Eduardo Lebrija, jefe de programación de MTV Latinoamérica, dijo que en 2011 emitirían "Exitosos programas como My Life as Liz, con su segunda temporada.". El 27 de diciembre, MTV confirmó que la segunda temporada se estrenaría el 8 de febrero de 2011.

## Género
My Life as Liz hace uso de una filmación y edición típica de un programa de telerrealidad. Los Angeles Times afirma que el show 'es un cuasi-reality de personas reales, en su entorno real, con vidas que están siendo de alguna manera dramatizadas', y que el show 'coquetea con el documental, pero intercala escenas de conversaciones en los pasillos de la escuela'. Un ejecutivo de MTV dijo, 'No lo vemos como un simple reality show. No lo íbamos a llamar comedia, porque no lo es'. El productor ejecutivo Marshal Eisen dijo, 'La regla era, cuando Liz estuviera con otras personas, grabaríamos tanto como pudiésemos. Cuando esta sola, allí es cuando fuimos capaces de estilizar más las cosas'. La propia Liz ha confirmado que hay varias escenas que están "programadas", citando la escena en "Liz tiene talento (Parte 1)", donde Liz se disfraza de superhéroe y en "Un asco de verano" donde Taylor Terry se muestra delante de una pantalla en negro, pero los acontecimientos y las relaciones son reales. La serie utiliza con frecuencia la música de Faded Paper Figures, tanto para los créditos del final como durante varios episodios.

## Descripción de la serie
La primera temporada se enfoca en la vida de Liz Lee, quien vive en Burleson, Texas, es extremadamente orgullosa de ser una autodenominada proclamada antisocial y nerd. Está feliz de tener a sus amigos. El show también se enfoca alrededor de su principal antagonista, Cori Cooper, su interés romántico Bryson Gilreath y todos los amigos de Liz como Colin "Sully" Sullivan, Cameron Frittz, Miles Reed, Troy Yings y Taylor Terry, su única amiga mujer. La temporada uno muestra el viaje de Liz a través de su último año de preparatoria, y sus luchas contra su enemiga, Cori Cooper y sobre todo sobrevivir en burleston conociendo más de ella misma y nosotros como espectadores de igual manera.

### Liz
Es la protagonista de la serie, Elizabeth "Liz" Lee es una chica de Burleson, Texas. Es fanática de Dim Mak y Star Wars. Es parte de los nerds, convive con ellos. Disfruta leer cómics y es una gran fan de la música indie rock. Constantemente trata de humillar a su enemiga, Cori Cooper, un miembro del escuadrón de rubias. La serie muestra a quién le gusta, Bryson, quien a menudo lleva el ala de su sombrero volteado hacia arriba y/o hacia los costados.. quien al final le demuestra sus verdaderos sentimientos.

### Sully
Compañero y mejor amigo de Liz. Se enorgullece de su colección de cómics y siempre está ahí para ella. Él es un apoyo enorme para ella, especialmente cuando en las audiciones de talentos para la escuela, él decide hacer camisetas en apoyo a Liz. Se revela en "El ABC de la Amistad" que secretamente le gusta Liz, pero no tendrá la posibilidad de invitarla a salir, teme que podría poner en peligro su gran amistad. Durante la fiesta de graduación de la escuela, Liz invita a Sully a ir con él después de haber sido rechazada por su interés amoroso, Bryson. En "Un baile para recordar parte 2", Sully muestra que quiere conseguir que Liz y Bryson estén juntos, al distraer a la cita Bryson, con el fin de que tengan tiempo a solas. En la temporada 2, Sully se mantiene fiel a Liz y su relación con Bryson. Él se pone muy protector con Liz cuando conoce a Louis por primera vez en "A New Leash on Life". Durante su visita en Nueva York, conoce a una chica llamada Marlene y se enamora de ella. En el final de la temporada 2, Sully vuelve a Nueva York y finalmente admite su amor por Liz para que él pueda continuar en dirección a Marlene. Sin embargo, Sully falla cuando Marlene "tira de la tarjeta de amigo."

### Taylor
Taylor era una compañera de Cori Cooper, conocida como la "reina de la Maldad". Al principio, Liz no confiaba en ella, porque era muy amigable con ella en el verano, pero la ignoraba mientras estuviesen en la escuela. Pero a lo largo del último año de Liz en Burleson, ella y Taylor lentamente se van convirtiendo en buenas amigas, cuando Taylor decide defender a Liz en vez de a su amiga Cori Cooper en la fiesta ABC (Todo Menos Ropa). Al mismo tiempo ayuda a Liz a estar con Bryson, Taylor también se hace amiga de Sully y el resto de la banda, y se le ve durante la segunda temporada salir con frecuencia con el grupo, mientras que Liz se encuentra en Nueva York. En la temporada 2, se reveló que Taylor ha decidido ir a la universidad en Nueva York también.

### Louis
Aspirante a músico en una banda de dos, Liz conoce a Louis en el estreno de la segunda temporada, mientras ella buceaba en el basurero para conseguir los materiales del proyecto de arte. Al principio, consideró el que encontrarse con él era una señal para dejar pasar a Bryson, hasta que Bryson la visita en Nueva York. Después de enterarse de la novia de Bryson en Texas, Louis es el que la anima. Él comienza a coquetear con ella , mientras Liz busca un apartamento y se muda con él temporalmente. Cuando Louis finalmente tiene la oportunidad de salir con ella, termina reuniéndose con Sully y la pandilla, que fueron escépticos con el al principio. Liz se ofrece a cantar con él en un concierto de los 80, donde se dan su primer beso después de su actuación. En el final de la temporada 2, Liz y Louis deciden poner su relación en espera mientras él se va de gira con su banda.

### Cori
Es la principal antagonista de la serie. Odia a Liz por ser ella misma, aunque solían ser amigas. Es egoísta y odia 'a cualquiera quien tenga un pensamiento original'. Es una de las chicas más populares de la escuela. También es miembro del 'equipo de las rubias' que consiste en ella, Taylor y Tori. Hará cualquier cosa para conseguir lo que quiere, y nadie puede ponerse en su camino. Siempre busca maneras para vengarse de Liz, su archienemiga. Cori sufre un par de derrotas personales en la serie, como ser atacada verbalmente por Liz en una fiesta dada por Taylor, quien la defendió contra los insultos de Cori. Cori le exigió elegir entre ella y Liz. Taylor, finalmente teniendo demasiado con el comportamiento de Cori, eligió a Liz. Más adelante en la temporada durante el episodio "A Prom to Remember (Parte 2)", Liz tiene una mini crisis luego de que la escuela anunciara que el premio del concurso de talentos se le fue dado a otra persona. Sintiéndose mejor sobre Cori en no ganar. Cori tuvo una mini crisis luego de no ser anunciada en la fiesta de graduación como la reina, y se dirigió al baño con su amiga Tori, llorando por como se siente y cómo piensa que todos en la escuela la odian. Liz se encuentra con Cori de nuevo y le da una servilleta diciendo 'Es sólo la secundaria'. Cori luego le agradece a Liz por la servilleta y la pequeña charla la trata como a un trapo pelirrojo... en la segunda temporada Cori está embarazada y Liz le deja un regalo para su bebé.

## Episodios
| Temporadas Totales | Temporadas Totales | Episodios Totales | Estreno Original     | Estreno Original   |
| Temporadas Totales | Temporadas Totales | Episodios Totales | Inicio de la Serie   | Final de la Serie  |
| ------------------ | ------------------ | ----------------- | -------------------- | ------------------ |
|                    | 1                  | 9                 | 18 de enero de 2010  | 8 de marzo de 2010 |
|                    | 2                  | 12                | 8 de febrero de 2011 | 3 de mayo de 2011  |